# مایکل لوپز-آلریا
مایکل لوپز-آلریا (به انگلیسی: Michael López-Alegría) فضانورد اهل کشور اسپانیا است که در ۳۰ مهٔ ۱۹۵۸ میلادی در مادرید زاده شد. وی در مأموریت اس‌تی‌اس-۷۳، اس‌تی‌اس-۹۲، اس‌تی‌اس-۱۱۳ ، سایوز تی‌ام‌ای-۹، اکسپدییشن ۱۴ حضور داشته است.